# Evergestis
Evergestis är ett släkte av fjärilar som beskrevs av Jacob Hübner 1825. Enligt Catalogue of Life ingår Evergestis i familjen Crambidae, men enligt Dyntaxa är tillhörigheten istället familjen mott.

## Bildgalleri

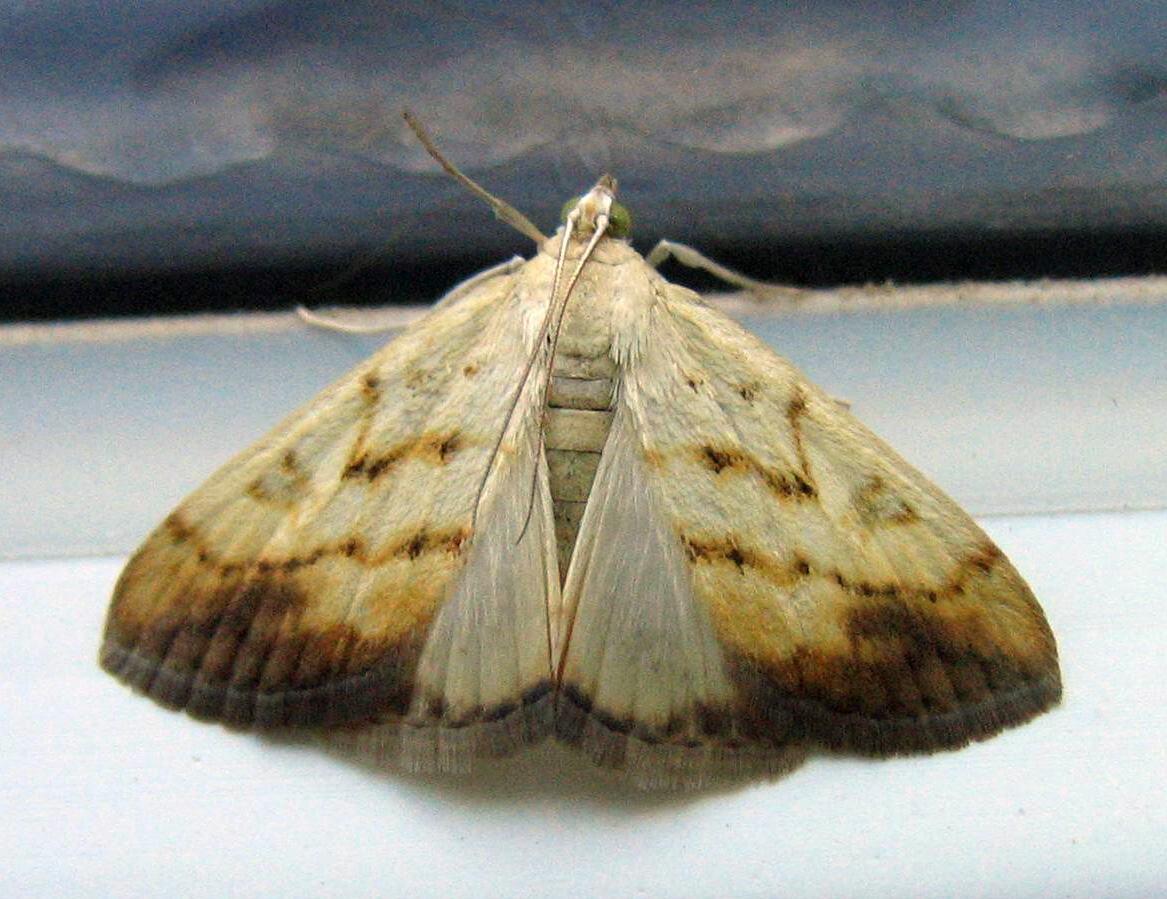
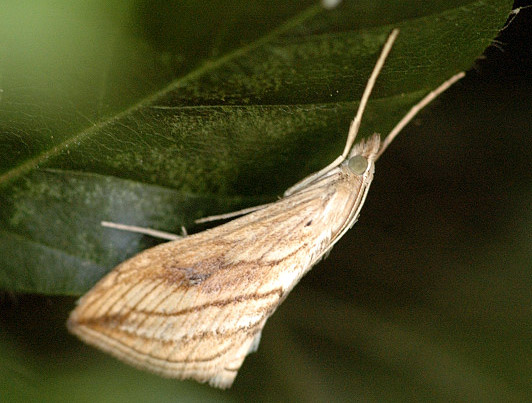

## Dottertaxa tillEvergestis, i alfabetisk ordning[1][2]
- Evergestis aegyptiacalis
- Evergestis aenealis
- Evergestis affinis
- Evergestis afghanalis
- Evergestis alborivulalis
- Evergestis anartalis
- Evergestis angelina
- Evergestis angustalis
- Evergestis anticlina
- Evergestis antofagastalis
- Evergestis arcuatalis
- Evergestis aridalis
- Evergestis arizonae
- Evergestis asiaticalis
- Evergestis avicennae
- Evergestis bamianalis
- Evergestis bicoloralis
- Evergestis bifascialis
- Evergestis blandalis
- Evergestis borregalis
- Evergestis boursini
- Evergestis bruneogrisea
- Evergestis brunnea
- Evergestis caesialis
- Evergestis canalesialis
- Evergestis catalinae
- Evergestis columbialis
- Evergestis comealis
- Evergestis comstocki
- Evergestis conjunctalis
- Evergestis consimilis
- Evergestis delimbata
- Evergestis desertalis
- Evergestis dimorphalis
- Evergestis dispersalis
- Evergestis dognini
- Evergestis dusmeti
- Evergestis elbursalis
- Evergestis elutalis
- Evergestis erucalis
- Evergestis espanalis
- Evergestis eunusalis
- Evergestis eurekalis
- Evergestis exoticalis
- Evergestis extimalis
- Evergestis ferruginea
- Evergestis flavifuscalis
- Evergestis forficalis
- Evergestis frumentalis
- Evergestis fulgura
- Evergestis funalis
- Evergestis furvalis
- Evergestis fuscistrigalis
- Evergestis gigantea
- Evergestis griseostrialis
- Evergestis grummi
- Evergestis hazara
- Evergestis helenalis
- Evergestis heliacalis
- Evergestis hoenei
- Evergestis holophaealis
- Evergestis hordealis
- Evergestis hyrcanalis
- Evergestis implicalis
- Evergestis implicitalis
- Evergestis infirmalis
- Evergestis inglorialis
- Evergestis insulalis
- Evergestis jeannelalis
- Evergestis junctalis
- Evergestis koepckei
- Evergestis kopetdagensis
- Evergestis lambessalis
- Evergestis laristanalis
- Evergestis lemniscalis
- Evergestis lichenalis
- Evergestis limbata
- Evergestis lunulalis
- Evergestis lupalis
- Evergestis manglisalis
- Evergestis margaritalis
- Evergestis marocana
- Evergestis mellealis
- Evergestis merceti
- Evergestis mimounalis
- Evergestis mundalis
- Evergestis muricoloralis
- Evergestis nigriformalis
- Evergestis nolentis
- Evergestis nomadalis
- Evergestis obliqualis
- Evergestis obscura
- Evergestis obscuralis
- Evergestis obsoletalis
- Evergestis orientalis
- Evergestis ostrogovichi
- Evergestis paghmanalis
- Evergestis pallidalis
- Evergestis pallidata
- Evergestis palousalis
- Evergestis paragrummi
- Evergestis pechi
- Evergestis permundalis
- Evergestis perobliqualis
- Evergestis petasalis
- Evergestis plumbofascialis
- Evergestis poecilalis
- Evergestis politalis
- Evergestis praetextalis
- Evergestis repandalis
- Evergestis rimosalis
- Evergestis rubidalbalis
- Evergestis rufimitralis
- Evergestis russulatalis
- Evergestis scopicalis
- Evergestis secalis
- Evergestis segetalis
- Evergestis serratalis
- Evergestis sexmaculosus
- Evergestis shirazalis
- Evergestis simulatilis
- Evergestis sophialis
- Evergestis spiniferalis
- Evergestis straminalis
- Evergestis subcitrinalis
- Evergestis subfuscalis
- Evergestis submundalis
- Evergestis subterminalis
- Evergestis suffusa
- Evergestis tenuiscriptalis
- Evergestis triangulalis
- Evergestis triquetralis
- Evergestis umbrosalis
- Evergestis unimacula
- Evergestis vagabundalis
- Evergestis wallacensis
- Evergestis vandalusialis
- Evergestis variegalis
- Evergestis vinctalis
- Evergestis xanthomelas
- Evergestis zernyi